# VIXX LR
VIXX LR (кор. 빅스 LR) —является первым официальным юнитом южнокорейской бойз-группы VIXX, созданной Jellyfish Entertainment. Основанная в августе 2015 года, и состоит из вокалиста Лео и рэпера Рави. Дуэт дебютировал со своим первым мини-альбомом Beautiful Liar 17 августа 2015 года.

## Название
Название VIXX LR представляет собой комбинацию VIXX (произносится как vicks акроним для Voice, Visual, Value in Excelsis) и инициалы имен участников, «L» для Leo и «R» для Ravi. В интервью Pops в Сеуле VIXX LR рассказали, что их имя также означает «левое» и «правильное», означающее, что их контрастные качества и образы создают гармонию на сцене. Буквы «L» и «R» также представляли первую и последнюю буквы в слове LiaR в их дебютном мини-альбоме Beautiful Liar и заглавном треке.

## История

### 2015 — настоящее время: Дебют сBeautiful Liar
7 августа 2015 года компания Jellyfish Entertainment выпустило видео-трейлер на официальном сайте VIXX, с таинственным отсчетом и силуэтом последнего специального альбома VIXX Boys 'Record. Со временем члены VIXX исчезали, пока, не остались только Лео и Рави, что заставило фанатов предположить, что это означает еще одно возвращение для всех шести участников. Затем был показан видео-трейлер VIXX LR.
VIXX LR был подтвержден Jellyfish Entertainment первым официальным подразделением VIXX в составе рэпера Ravi и вокалиста Лео. Их дебютный мини-альбом Beautiful Liar вышел 17 августа 2015 года. В тот же день VIXX LR провели свой первый шоукейс для Beautiful Liar в Yes24 Muv Hall, Сеул в Mapo-gu. Дуэт начал рекламироваться 18 августа, и у них был свой первый дебютный спектакль на шоу SBS MTV The Show.
VIXX LR дебютировали в чарте Billboard World Albums под номером 2 и в южнокорейском чарте альбомов Gaon также под номером 2. 1 сентября VIXX LR провели свой первый музыкальный концерт с момента своего дебюта на шоу SBS MTV The Show с 9,464 голосами, благодаря чему у них есть второй по величине результат за всю свою полноценную группу VIXX с «Error». 4 сентября 2015 года VIXX LR завершили свой трехнедельный рекламный цикл для Beautiful Liar на Music Bank в KBS2 с прощальной сценической игрой.
VIXX LR «Beautiful Liar» был номинирован на две премии на церемонии вручения премий Mnet Asian Music Awards 2015 года за лучшую совместную работу, а также за категорию «Лучшая песня года». В январе 2016 года VIXX LR провели показательные выступления в Нагое, Токио и Осаке в рамках своего первого концерта в Японии «Beautiful Liar».

## Дискография
См. также: VIXX discography и List of songs recorded by VIXX

### Мини-альбомы
| Название       | Детали альбома                                                                                        | Позиции в чартах | Позиции в чартах | Позиции в чартах | Позиции в чартах | Продажи        |
| Название       | Детали альбома                                                                                        | KORGaon          | TW               | US Heat          | US World         | Продажи        |
| -------------- | --- | ---------------- | ---------------- | ---------------- | ---------------- | -------------- |
| Beautiful Liar | - Выпущен: 17 августа 2015 г. - Лейбл: Jellyfish Entertainment, CJ E&M - Формат: CD, digital download | 2                | 1                | 18               | 2                | - KOR: 138,267 |

### Синглы
| Название         | Год  | Позиции в чартах | Позиции в чартах | Продажи              | Альбом         |
| Название         | Год  | KORGaon          | USWorld          | Продажи              | Альбом         |
| ---------------- | ---- | ---------------- | ---------------- | -------------------- | -------------- |
| «Beautiful Liar» | 2015 | 21               | 8                | - KOR (DL): 115,190+ | Beautiful Liar |

### Другие песни чартов
| Год  | Название       | Позиции в чартах | Альбом         |
| Год  | Название       | KORGaon          | Альбом         |
| ---- | -------------- | ---------------- | -------------- |
| 2015 | «Remember»     | 71               | Beautiful Liar |
| 2015 | «Words to Say» | 74               | Beautiful Liar |
| 2015 | «My Light»     | 91               | Beautiful Liar |

### Музыкальные видеоклипы
См. также: VIXX videography
| Год  | Песня            |
| ---- | ---------------- |
| 2015 | «Beautiful Liar» |
| 2017 | «Whisper»        |

Сноски
1. «My Light» был записан VIXX в целом

## Концерты
См. также: List of VIXX concert tours
- 2015: VIXX LR Beautiful Liar шоукейс
- 2016: VIXX LR 1st LIVE SHOWCASE TOUR Beautiful Liar в Японии

## Достижения
См. также: List of awards and nominations received by VIXX

### Награды и номинации
| Год  | Награды                 | Категории                   | Получатель       | Результат    |
| ---- | ----------------------- | --------------------------- | ---------------- | ------------ |
| 2015 | Mnet Asian Music Awards | Best Collaboration and Unit | «Beautiful Liar» | Номинированы |
| 2015 | Mnet Asian Music Awards | Song of the Year            | «Beautiful Liar» | Номинированы |
| 2015 | KMC Radio Awards        | Best Sub-unit/Collaboration | «Beautiful Liar» | Выиграли     |
| 2015 | KMC Radio Awards        | Song of the Year            | «Beautiful Liar» | Номинированы |

### Музыкальные программы

#### The Show
| Год  | Даты       | Песни            |
| ---- | ---------- | ---------------- |
| 2015 | 1 сентября | «Beautiful Liar» |